# 威廉堡 (印度)

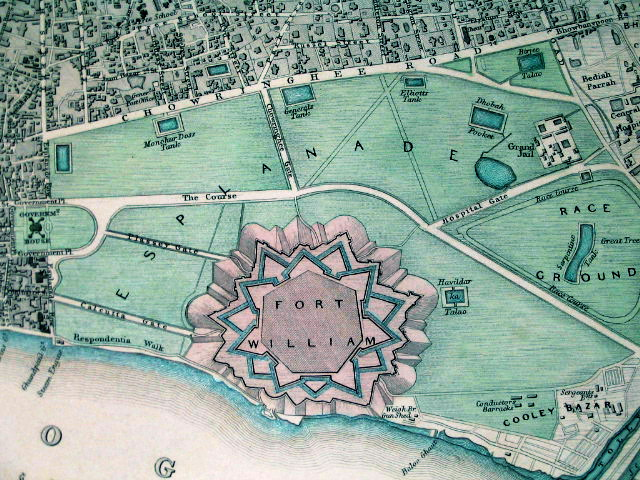
威廉堡平面圖, 約1844年

威廉堡是位于印度加尔各答胡格利河（恒河的一条重要支流）东岸的一座城堡，建于英属印度时期，得名于英格兰国王威廉三世。堡垒前方為马坦公园，通常作为堡垒的一部分，是加尔各答最大的城市公园。

## 历史
事实上共有2个威廉堡：旧威廉堡和新威廉堡。最初的城堡由英国东印度公司建造，在John Goldsborough的监督之下。Charles Eyre 爵士首先开始建造旧城堡得东南棱堡和邻近的城墙。1701年，他的继任者John Beard加筑了东北棱堡，1702年，他开始建造政府。
城堡呈八角形，三面临胡格利河。旧城堡自1766年起经修复作为海关使用。
新城堡还在使用，作为印度军队东部军区的总部。